# Karl Justus Obenauer
Karl Justus Obenauer (* 29. Februar 1888 in Darmstadt; † 7. Juli 1973 in Wittlensweiler bei Freudenstadt) war ein deutscher Germanist, Professor an der Universität Bonn und SS-Hauptsturmführer.

## Leben
Nach dem Studium der Germanistik, Philosophie und Geschichte mit Promotion 1910 an der Universität München arbeitete Obenauer in Grenoble und an der Sorbonne in Paris als Lektor für deutsche Literatur. Dann folgte während des Ersten Weltkrieges sein Kriegsdienst als Soldat und Dolmetscher von 1915 bis 1918. In Darmstadt und Heppenheim gewann er als Privatgelehrter Kontakt zu Hermann Keyserling („Schule der Weisheit“) und Martin Buber. Nach der Habilitation war Obenauer 1926 bis 1932 Privatdozent, dann nichtbeamteter a.o. Professor an der Universität Leipzig. Zum 1. Mai 1933 trat er der NSDAP bei (Mitgliedsnummer 1.961.827), in der er sich als Blockwart betätigte. Im November 1933 unterzeichnete er das Bekenntnis der deutschen Professoren zu Adolf Hitler. 1934 trat er in die SS ein (SS-Nummer 107.281) und wurde ehrenamtlicher Mitarbeiter des SD. 1935 wurde Obenauer gegen den Willen der Fakultät zum ordentlichen Professor für Neuere Deutsche Literaturgeschichte an der Universität Bonn ernannt. Seine Antrittsvorlesung hielt er in SS-Uniform. Als Dekan der Philosophischen Fakultät war er 1936 verantwortlich für die Aberkennung der Ehrendoktorwürde Thomas Manns. Obenauer war auch beteiligt an Heinrich Himmlers Sonderauftrag zur Hexenforschung. 1941 wurde er zum Hauptsturmführer befördert.
Nach Ende des Zweiten Weltkrieges entlassen, blieb er bis 1948 interniert. Während der Internierungshaft konvertierte er zum Katholizismus. 1949 verlor er seinen Bonner Lehrstuhl, die Internierungszeit wurde als ruhegehaltfähig anerkannt. Anschließend arbeitete er wieder als Goethe-Forscher.

## Obenauer und die Beleidigung Thomas Manns
Obenauers Vorgehen 1936 gegen Thomas Mann war kein Zufall. Seinen Beschluss, Mann mitzuteilen, er sei „aus der Liste der Ehrendoktoren“ gestrichen, hat er allein gefasst; denn Hans Naumann, der einzige Kollege, mit dem er sich überhaupt darüber beriet, konnte (nach eigenen Angaben) Obenauers Absicht nicht gutheißen. In einem späteren Interview mit der Zeitung ‚Ekstrabladet‘ in Kopenhagen nannte Naumann den Schritt ‚peinlich‘ und bezweifelte, dass er notwendig gewesen sei. Paul Kahle beurteilte Obenauer 1945 so: Obenauer war viel eher ein SS-Mann als ein Wissenschaftler oder ein Professor. Obenauer beteiligte sich am Judenpogrom am 10. November 1938 und rühmte sich dessen öffentlich. Oellers meint, Obenauer war zunächst ein „feinsinniger, grüblerischer Wissenschaftler auf metaphysischem Grunde, anthroposophischer Goethe-Forscher in der Nachfolge und im Geiste Rudolf Steiners“. Genauer gesagt war er Anhänger des ‚christlichen‘ Zweigs der Anthroposophie, der Christengemeinschaft. Später wurde er ein „SS- und SD-Mann“. Obenauer wurde zum Wintersemester 1935/1936 an die, wie es in Berlin hieß, ‚heikle‘ Universität Bonn abgeordnet; er wurde nicht von der Bonner philosophischen Fakultät gewünscht. Außerdem wurde er vom Rektor ohne irgendeine Wahl oder einen Vorschlag zum Dekan ernannt

„So ist es also keineswegs schizophren, wenn Himmlers Mann in Bonn Ende 1936 Thomas Mann so tief verletzte, wie es nur immer in seiner Macht stand, der des nach dem Führerprinzip handelnden Dekans; denselben Thomas Mann, den er in einem der letzten Kapitel seines letzten, 1933 erschienenen Buches "Die Problematik des ästhetischen Menschen in der deutschen Literatur" noch ausführlich gewürdigt hatte.“

## Schriften
- Der faustische Mensch. Vierzehn Betrachtungen zum zweiten Teil von Goethes Faust. Diederichs, Jena 1922, (Digitalisat).
- Friedrich Nietzsche, der ekstatische Nihilist. Eine Studie zur Krise des religiösen Bewußtseins. Diederichs, Jena 1924.
- Die Problematik des ästhetischen Menschen in der deutschen Literatur. Beck, München 1933.
- Friedrich Nietzsche und die deutsche Gegenwart (= Kriegsvorträge der Rheinischen Friedrich-Wilhelms-Universität Bonn am Rhein. Heft 10). Scheur, Bonn 1940.
- Ernst Moritz Arndt und der Rhein (= Kriegsvorträge der Rheinischen Friedrich-Wilhelms-Universität Bonn am Rhein. Heft 35). Scheur, Bonn 1942, (Aus der Vortragsreihe: Der Kampf um den Rhein.).
- Goethe-Taschenlexikon (= Kröners Taschenausgabe. 227). Begründet von Heinrich Schmidt. Neu bearbeitet von Karl Justus Obenauer. Kröner, Stuttgart 1955.